# Europees kampioenschap voetbal 2020 (Groep D) Tsjechië - Engeland
Dit artikel gaat over de wedstrijd in de groepsfase in groep D tussen Tsjechië en Engeland die gespeeld werd op dinsdag 22 juni 2021 in het Wembley Stadium te Londen tijdens het Europees kampioenschap voetbal 2020. Het duel was de 32ste wedstrijd van het toernooi.

## Voorafgaand aan de wedstrijd
- Tsjechië stond bij aanvang van het toernooi op de veertigste plaats van de FIFA-wereldranglijst.[1] 21 Europese landen en 20 EK-deelnemers stonden boven Tsjechië op die lijst. Engeland was op de vierde plaats terug te vinden.[2] Engeland kende drie Europese landen en EK-deelnemers met een hogere positie op die lijst.
- Tsjechië en Engeland troffen elkaar voorafgaand aan deze wedstrijd al vijf keer. Tsjechië won een van die wedstrijden, Engeland zegevierde drie keer en eenmaal eindigde het duel onbeslist. Nooit eerder troffen deze teams elkaar op een groot eindtoernooi.
- Voor Tsjechië was dit haar zevende deelname aan een EK-eindronde en wel op een rij. Op het EK 1996 bereikte Tsjechië de finale. Engeland nam voor een tiende maal deel aan een EK-eindronde en de derde achtereenvolgende. Engeland's beste prestatie was het bereiken van de halve finales op het EK 1968 en het EK 1996.
- Eerder in de groepsfase won Tsjechië met 0–2 van Schotland en speelde het met 1–1 gelijk tegen Kroatië. Engeland versloeg Kroatië met 1–0 en speelde met 0–0 gelijk tegen Schotland. Beide landen hadden zich al gekwalificeerd voor de knock-outfase.

## Wedstrijdgegevens[3]
| Datum                  | 22 juni 2021                                                                                    | 22 juni 2021                                                                                    |
| Aftrap                 | 21:00 uur                                                                                       | 21:00 uur                                                                                       |
| Wedstrijdnummer        | 32                                                                                              | 32                                                                                              |
| Stadion                | Wembley Stadium, Londen                                                                         | Wembley Stadium, Londen                                                                         |
| Toeschouwers           | 19.104                                                                                          | 19.104                                                                                          |
| Scheidsrechter         | Artur Soares Dias                                                                               | Artur Soares Dias                                                                               |
| Assistenten            | Rui Tavares Paulo Soares                                                                        | Rui Tavares Paulo Soares                                                                        |
| Vierde official        | Srđan Jovanović                                                                                 | Srđan Jovanović                                                                                 |
| Videoscheidsrechters   | João Pinheiro Paolo Valeri (assistent) Filippo Meli (assistent) Massimiliano Irrati (assistent) | João Pinheiro Paolo Valeri (assistent) Filippo Meli (assistent) Massimiliano Irrati (assistent) |
| Man van de wedstrijd   | Bukayo Saka                                                                                     | Bukayo Saka                                                                                     |
|                        | Tsjechië                                                                                        | Engeland                                                                                        |
| Doelpunten             | 0                                                                                               | 1                                                                                               |
| Gele kaarten           | 1                                                                                               | 0                                                                                               |
| Rode kaarten           | 0                                                                                               | 0                                                                                               |
| Wissels                | 5                                                                                               | 5                                                                                               |
| Schoten op doel        | 1                                                                                               | 2                                                                                               |
| Schoten naast doel     | 4                                                                                               | 3                                                                                               |
| Overtredingen          | 10                                                                                              | 11                                                                                              |
| Hoekschoppen           | 4                                                                                               | 6                                                                                               |
| Buitenspel             | 2                                                                                               | 5                                                                                               |
| Passnauwkeurigheid (%) | 80                                                                                              | 85                                                                                              |
| Balbezit (%)           | 43                                                                                              | 57                                                                                              |

| Tsjechië | 0 – 1          | Engeland |
| | goals (assist) | 12' Raheem Sterling (Jack Grealish) |
| Jaroslav Šilhavý | bondscoach     | Gareth Southgate |
| Tomáš Vaclík Vladimír Coufal Ondřej Čelůstka Tomáš Kalas Jan Bořil Tomáš Holeš 84' Tomáš Souček ( 64') Lukáš Masopust 64' Vladimír Darida 64' Jakub Jankto 46' Patrik Schick 75' | opstellingen   | Jordan Pickford Kyle Walker 79' John Stones Harry Maguire Luke Shaw Kalvin Phillips 46' Declan Rice 84' Bukayo Saka 68' Jack Grealish 67' Raheem Sterling Harry Kane |
| Petr Ševčík 46' Alex Král 64' Adam Hložek 64' Tomáš Pekhart 75' Matěj Vydra 84'                                                                                                  | wissels        | 46' Jordan Henderson 67' Marcus Rashford 68' Jude Bellingham 79' Tyrone Mings 84' Jadon Sancho                                                                       |
| Jan Bořil 61' | gele kaarten   | |
| | rode kaarten   | |